# 維索茨基峰
71°34′S 11°40′E / 71.567°S 11.667°E
維索茨基峰（英語：Vysotskiy Peak）是南極洲的山峰，位於東部南極洲的毛德皇后地，屬於洪堡山脈的一部分，是戈爾基嶺的北部，海拔高度2,035米，由德國的探險隊發現，由挪威的製圖師根據測量和空中照片繪入地圖。